# 三年式機関銃
三年式機関銃（さんねんしききかんじゅう）は、1914年（大正3年）に制式化された、大日本帝国陸軍（以下陸軍という）の制式機関銃である。生産は当初東京砲兵工廠で行われ、後に東京瓦斯電気会社に生産委託、推定3000挺が作られた。大日本帝国海軍でも三年式機砲及び三年式機銃の名称で使用されていた。

## 開発経緯
陸軍はそれまで世界各国で評判のよかった機関銃「ホチキス機関銃」の使用弾薬を三十年式実包に変更の上フランスから輸入または国産化した保式機関砲と、それを基に南部麒次郎が改良を加えた三八式機関銃を使用していた。
しかし銃身が過熱することにより銃身寿命が短いといった欠点があった。そのため明治末期に入ると銃身の冷却に水冷式を採用したが、野戦には不向き（冷却水の確保が困難及び重量増加）であるため放熱効果を高めた空冷式の機関銃開発に徐々に研究は移っていった。

## 三年式機関銃の登場
1909年（明治42年）、当時、いくつもの銃器の開発を行ってきた南部麒次郎はこの時期主力機関銃の開発を進めた。当時の機関銃の欠点は操作が複雑で、機関部が壊れやすい、銃身の放熱不備などがあげられた。そこで南部麒次郎はこれらの欠点を極力修正し、1914年（大正3年）に三年式機関銃として制式採用、三八式機関銃と比べると以下の点が修正された。
- 破損しやすい閉鎖器を肉厚にして破損を防いだ。また破損しても簡単に交換できるように改良。
- 遊底を改良し、薬莢の破損や雷管の脱落を防止。
- 保弾板の送り機構を歯車式から水平往復運動式に変更して、送弾中に保弾板が跳ね上がることを防止。
- 保弾板の加工精度の甘さから弾を装填しても真っ直ぐに前を向いていない事があったがそれを修正。
- 塗油装置の油入れの容量を増して銃弾だけでなく機関部にも塗油されるようにした。
- 保弾板挿入口の下部にガイドローラーを装備。保管・運搬時に折りたためば、挿入口の防塵カバーとしても利用できる。
- 排莢口に防塵カバーを装備。閉まった状態のカバーは遊底が前後動すると自動的に開くが、その後は開いたままとなるので、再度手で閉める必要がある。
- 撃発不良を防ぐためにボルトの後退力が不足の時はボルトが前進しないようにした。
- 銃身の空冷効果を高めるため放熱フィンを増加した。
- 銃身と放熱筒を別部品とし、銃身外側と放熱筒内側を密着させるための緊定管を装備し、銃身交換を容易にした。ただし敵前で迅速に銃身を交換することまでは意図していない。
- 三脚架を伏撃ちの姿勢のまま容易に高さ調整できる様式に変更した。また提棍（運搬用ハンドル）や防盾を取り付けることができるようになった。
- 銃床とピストルグリップを廃し、両手で支持する握把に変更した。
- 一説には、薬莢の薬室への張り付き防止の為、三八式実包の減装弾を使用した。

三年式機関銃の開発後、初陣を飾ったのは1919年（大正8年）に起こったシベリア出兵で寒冷地においても確実に作動する三年式機関銃は兵士の間でかなり評判が良かった。
その後、満州事変や第一次上海事変、日中戦争に至るまで活躍している。また日々の機関銃整備をきちんと行う事により、数百発撃っても故障が少ないといった信頼性があった。この機関銃に対し南部麒次郎も「三八式機関銃は射手の技量で性能が左右したが、三年式機関銃は誰が撃っても性能は変わらない」という名言を残している。のちに彼はこの功績で、勲二等瑞宝章を授与、さらに工学博士の学位も取得した。

## 三年式機関銃、その後

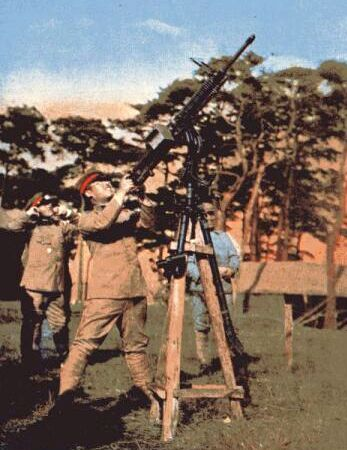
仮設対空銃架に取り付けた三年式機関銃

三年式機関銃の導入により陸軍は野戦における機関銃の使用域が拡大した。しかし第一次世界大戦後に発展してきた戦車や航空機といった兵器に対しては力不足が目立ち始めた。
6.5mm弾という小口径弾薬を使用する本銃は、たしかに人間相手の戦闘では威力を発揮したが相手が装甲車ではまったく歯が立たなかった。1925年（大正14年）には対空用三脚に載せた「高射機関銃」が採用となったが、その照準器は射距離600mに固定されており、最大射程でも高度1000mを速度200km/h以下（これは第一次世界大戦以前の航空機の性能）で飛ぶ航空機相手でないと有効では無かった。さらに使用弾薬には曳光弾が無く、対空射撃をしても何処を射撃しているかわからない、修正射撃が出来ないといった欠点も表れた。そのため日中戦争ではアメリカ合衆国・ソビエト連邦の航空機を装備した中国軍飛行隊には今一つ効果が無く、十一年式軽機関銃の登場や、三年式機関銃を改造し口径を上げた九二式重機関銃の登場により1933年（昭和8年）から三年式機関銃の生産は打ち切られた。
ただ九二式重機関銃自体がすぐには全部隊には行き渡らなかったため生産中止後もしばらくは各部隊で使用された。
車載用に改造した「改造三年式機関銃」（6.5mm）が、ルノー甲型戦車やルノー乙型戦車やマーク A ホイペット中戦車や試製一号戦車や八九式中戦車に搭載された。
試作型とは別に、九二式重機関銃の7.7mmの九二式実包を使用できるように改造（1931年（昭和6年）3月以降）された三年式機関銃も存在し、九二式重機関銃と併用されていた。改造型は銃本体に「改」の文字が刻印されていた。改造型の三年式機関銃は九二式重機関銃として扱われた。
なお、当時の記録写真や現存する実銃に対して戦後付けられた説明には、三年式と九二式とが混同されている場合があるので注意が必要である。

## 航空機関銃への転用
三年式機関銃は、陸軍初の航空機用旋回機関銃の原型にもなった。
三年式機関銃を布弾帯給弾方式に改造した試製機関銃は、1918年（大正7年）3月にモ式六型偵察機に搭載され試験を行い、4月から部隊運用が開始された。
しかし撃ち終わった後の布弾帯が、風でばたついて絡まったりするなど不具合の原因になることや、発射速度が低いことなどの不満があった。
そこで後に、挿弾子（クリップ）給弾方式で、連装化によって発射速度を1400 発/分に高めた、八九式旋回機関銃が開発されることになった。

## 海軍での運用
三年式機銃として峯風型駆逐艦を始め大正時代に建造された艦艇には対空装備として搭載されていた。